# 足立夢實
足立夢實（足立 夢実，1989年2月7日—），日本女子花樣游泳运动员。埼玉縣出生，畢業於越谷市立南中学校及浦和東高校，曾就讀於國士館大學。

## 生涯
2010年，與隊友參加廣州亞運會花樣游泳比賽的集體及自由組合比賽，奪得兩面銀牌。